# Papež Benedikt VII.
Papež Benedikt VII. (latinsko Papa Benedictus Septimus), katoliški Rimljan italijanskega porekla, škof in papež; * 10. stoletje Rim (Papeška država, Vzhodno Frankovsko kraljestvo), † 10. julij 983 Rim (Sveto rimsko cesarstvo, danes: Italija) 

Bil je papež od svoje izvolitve septembra 974 do smrti 10. julija 983.

## Življenjepis
Benedikt VII.  (latinsko Benedictus Septimus) je bil po seznamu papežev 135., v Mračnem stoletju pa 29. papež. Njegov oče David (ali Adeodat, Deodat)je bil Rimljan  iz rodu tuskul(an)skih grofov; Benedikt je bil tako nečak patricija Alberika. Kmalu je postal škof v Sutriju.

## Papež

### Rimske zdrahe
Po smrti Janeza XIII. so v Rimu izbruhnili nemiri in uporniki so 974 napravili prekucijo; na njihovo čelo se je postavila rodbina Krescencijev; Krescencij  sam je bil sin Teodore mlajše iz Teofilaktove rodovine ter brat prejšnjega papeža Janeza XIII., in je sebe imenoval za patricija. Zviti diakon Bonifacij Franco (Francone) se je vrinil za papeža in se oklical za Bonifacija VII.. 

Benedikta VI. so vrgli v ječo v Angelskem gradu ter razglasili njegovo odstavitev.   
Ko je Oton II. zvedel za papeževo odstavitev in zapor, kakor tudi, da mu strežejo po življenju, je poslal kneza Sica (Sico, Sicco, Siccone), da bi napravil red. Sico je zahteval izpustitev papeža Benedikta, toda protipapež je spodbujal njegov umor. Preden je mogel Sico strmoglaviti samodržca, je duhovnik po imenu Štefan v ječi  - kjer je prečemel manj ko dva meseca - umoril papeža Benedikta. Umrl je 8. julija 974 v Rimu in sicer ga je dal zadaviti zaprtega v Angelskem gradu njegov nasprotnik Bonifacij VII.. 

Pokopan je v stari Baziliki sv. Petra v Vatikanu. 

### Papež pod cesarjevim varstvom
Svetorimski cesar Oton II. je hotel dokončati žalostno stanje v Cerkvi; zato je bil pripravljen obiti cerkvenozakonska pravila glede papeških volitev, ter postaviti na Sedež apostola Petra znamenitega klinijskega opata Majola; vendar je to Majol sam odklonil, kakor že poprej besançonsko nadškofijo. Zato so Rimljani izvolili sutrijskega škofa pod vplivom cesarskega namestnika Sica; ustoličili so ga pod imenom Benedikt VII. meseca oktobra 974. 

Benedikt je takoj na začetku vladanja 975 sklical zborovanje, na katerem je izobčil Bonifacija VII.. Posebej se je posvetil razširjanju meniške obnove, ki je izhajala iz Klinijske opatije. Veliko si je prizadeval za prenovo Cerkve v smislu urejenega redovnega življenja, ki je imelo v središču slovesno bogoslužje in redovno disciplino. Pod varstvom Otona II. je lahko v miru vodil Cerkev. 

Benedikt VII. je papeževal mirno, ter je bil v dobrih odnosih z Giovannijem Crescezijem (†998), ki je vladal skupaj z bratom Crescenzijem III. (†1020); to sta bila sinova Crescenzija II., ki se je umaknil po razburkanem življenju v samostan, kjer je umrl 984. Tak mir je bil za papeže nekaj redkega v tistih nemirnih časih. 

Leta 981 je Veliko noč cesar Oton skupaj z materjo Adelajdo in ženo preživel v Rimu; nato se je napotil proti jugu Italije, ki so jo že popolnoma zasedli Saraceni. Zviti Grki so z njimi sklenili zvezo, in se tako zaščitili pred njihovimi ropanji na račun italijanskega prebivalstva. Oton je uničil saracensko roparsko gnezdo, ki je vsaj po imenu spadalo pod bizantinsko oblast in tako prišel v spor z Bizancem. Pri kraju Squillace je pretrpel poraz, ki ga je pripisoval izdajstvu Benevenčanov in Rimljanov, za kar se je nato strahovito maščeval s kaznovanjem. Iz Beneventa je prinesel ob tej priliki relikvije svetega apostola Jerneja in jih položil v cerkev, ki jo je zgradil na Tiberijskem otoku. 

### Dela
- »Documenta Catholica Omnia« (v latinščini). Pridobljeno 6. decembra 2011.

1. Na rimski sinodi 981 je odločno nastopil proti simoniji ter obnovil nekaj samostanov v Rimu, kjer je tudi sam ustanovil benediktinski samostan Sv. Križa, v katerega je naselil klinijske menihe. Tudi samostanu na Monte Cassinu je podelil pomembne predpravice.
2. Podprl je misijonsko delo med slovanskimi narodi. 983 pa je izbruhnil velik upor Slovanov – verjetno tudi zoper germanski način pokristjanjevanja, kjer je križ spremljal tudi meč – kar se je razlikovalo od irske miroljubne metode. Nemci so izgubili takrat ozemlja vzhodno od Labe. [10]
3. Počasi pa se je krščanstvu začela odpirati Rusija. Benedikt VII. je leta 977 napotil h kijevskemu velikemu knezu Jaropolku [11]"svoje poslance, ki naj bi se pogovorili o misijonskem delovanju med Rusi. [12] [13]
4. Imenoval je pet kardinalov v štirih konsistorijih.
5. 977 je predsedoval sporu med Teofilaktom, opatom pri ’’S. Lorenzo fuori le mura’’ s Konstanco, opatinjo pri ’’S. Maria in Tempulo’’ in je pregovoril Teofilakta, da je odstopil zasežena ozemlja [14]
6. 981 je razsodil v podobnem dednostnem vprašanju primiceriju Štefanu. (’’Italia pontificia’’, s. 79).
7. Večkrat se je zanimal za meniško skupnost Subiaco, kjer je posvetil samostan S. Benedetto [15]; posvetil je cerkev S. Scolastica in potrdil samostanu nadarbino.[16]; razsodil je v dedni parnici med cerkvijo SS. Cosma e Damiano di Vicovaro in monastero sublacense (samostan Subiaco), v prid tega zadnjega, ki mu je prisodil posestva Anticoli, Arsoli in Rubiano [17]. [18]
8. Pokazal se je vdanega cesarju, katerega je obiskal v Raveni o Božiču 980 ter ga sprejel v Rimu; delil je ugodnosti nemški duhovščini; posebno so mu bile pri srcu meniške ustanove; utrdil je vesoljni pomen papeštva, ko je imenoval nadškofa na sedež Kartagine in podelil službo opata sv. Bonifacija metropolitu Sergiju iz Damaska, ki so ga pregnali muslimanski Arabci.
9. Pod Benediktom VII.so postali obiski ‘’ad limina’’ vse pogostejši. Znano je, da se je Teodorik iz Triera večkrat podal v Rim in da ga je papež pohvalil [19] Tudi Milon, opat v Flavignyju se je napotil v Rim prosit posebnih pravic za svoj samostan. [20] [21]

## Smrt in spomin
Umrl je 10. julija 983 v Rimu (Papeška država, Sveto rimsko cesarstvo - danes: Italija). Njegovo papeževanje je trajalo 8 let in 9 mesecev. 

### Grob in napis

#### Kje je grob papeža Benedikta VII.?
Papeža Benedikta VII. so pokopali v rimski baziliki Santa croce in Gerusalemme v Rimu. Njegovo življenje je opisano v latinskih verzih s 17 vrsticami, ki so vtisnjeni v zid cerkvene ladje desno od vhoda. Zdi se, da Gregorovius ni vedel za njegov obstoj, kljub svoji veliki zgodovinski izvedenosti.  Prikliče nam v spomin eno od najbolj burnih in upornih obdobij v spisih o Rimu in papeštvu, boj med neodvisnimi, ki so jih vodili Krescenciji, in stranko saksonskega cesarja, ki sta jo predstavljala papeža Benedikt VI. in Benedikt VII.. Krescencij, ki ga omenja nagrobni napis o Benediktu VII., je bil sin Janeza in Teodore, in eden najdejavnejših članov družine, ki je trikrat poskušal znova obnoviti republiko starega Rima ter se otresti jarma nemškega pritiska. 

Benedikt VII. je bil pokopan v zidu cerkvene ladje, na desni strani vhoda v cerkev Santa Croce in Gerusalemme, ker je nekoč šel v Sveto deželo in od tam prinesel košček pravega križa. Izvirni metrični epitaf je še vedno možno videti v cerkvi. 

#### Epitaf v cerkviSanta Croce in Gerusalemme
| Epitaf Benedikta VII. (latinski izvirnik) | Nagrobni napis Benedikta VII. (slovenski prevod) |
| --- | --- |
| Hoc Benedicti PP% quiescent membra sepulchro Septimus existens ordine quipped partum Hic primus reppulit Franconis spurca superbi Culmina qui invasit sedis apostolicae Qui Dominumquae suum captum in castro habeat Carceris interae vinclis constrictus in imo Strangvilatus ubi exverat hominem Cumque pater multum certaret dogmate sco% Expulit a sede iniquus namque invasor Hic quoque predones scorum% falce subegit Romane Ecclesie iudiciis quae patrum Gaudet amans pastor agmina cuncta simul Ciccae monasterium statuit monachosq: locavit Qui laudes dno% nocte diequae canunt Confovens viduas Nec non et inopesq pupillos Ut natos proprios assidue refovens Inspector tumuli compuncto dicito corde. Cv xpo% regnes o Benedicte Do% D. X. M. IVI. In apl. Sede Residens VIIII ann% obiit ad XPM% indic. XII | V tem grobu počiva truplo papeža Benedikta, sedmega pontifika s tem imenom. On je prvi odgnal umazanosti ošabnega Frankona, ki si je prigrabil vrh Svetega sedeža, in ki je držal zaprtega v trdnjavi svojega gospoda, katerega je poslal v verigah v podzemlje in ga tam zadavil. Zatorej je papež Benedikt VII. potem, ko se je mnogo bojeval, s svetim odlokom odgnal hudobnega vrinjenca. On si je potem podvrgel roparje svetih reči s srpom Rimske Cerkve in z izreki svetih očetov. Razveseli se ljubezniv pastir in z njim celotna čreda. On je končno osnoval samostan in vanj poslal menihe, ki pojejo Bogu v čast podnevi in ponoči; vrh tega je podpiral zanemarjene vdove in revne otroke, s tako prizadevnostjo, ko da bi bili njegovi lastni. Ti, ki opazuješ grob, reci s skrušenim srcem: »Kraljuj s Kristuom, o gospod Benedikt!« Dne 10. julija, v devetem letu papeževanja je odšel na srečanje s Kristuom, v dvanajstem znamenju. |

### DomnevniTeofilaktovrodovnik
|                                                       |                                                       |                                                       |                                                       |                                                       |                                                       |  |  |                                       |                                       |                                       |                                       |                                       |                                       | Teofilakt I., tuskulski grof 864–924 | Teofilakt I., tuskulski grof 864–924 | Teofilakt I., tuskulski grof 864–924 | Teofilakt I., tuskulski grof 864–924 | Teofilakt I., tuskulski grof 864–924 | Teofilakt I., tuskulski grof 864–924 |                                    |                                    | Teodora         | Teodora         | Teodora                        | Teodora                        | Teodora                        | Teodora                        |                                |                                |                             |                             |                             |                             |  |  |  |  |  |  |  |  |  |  |  |  |  |  |
|                                                       |                                                       |                                                       |                                                       |                                                       |                                                       |  |  |                                       |                                       |                                       |                                       |                                       |                                       | Teofilakt I., tuskulski grof 864–924 | Teofilakt I., tuskulski grof 864–924 | Teofilakt I., tuskulski grof 864–924 | Teofilakt I., tuskulski grof 864–924 | Teofilakt I., tuskulski grof 864–924 | Teofilakt I., tuskulski grof 864–924 |                                    |                                    | Teodora         | Teodora         | Teodora                        | Teodora                        | Teodora                        | Teodora                        |                                |                                |                             |                             |                             |                             |  |  |  |  |  |  |  |  |  |  |  |  |  |  |
|                                                       |                                                       |                                                       |                                                       |                                                       |                                                       |  |  |                                       |                                       |                                       |                                       |                                       |                                       |                                      |                                      |                                      |                                      |                                      |                                      |                                    |                                    |                 |                 |                                |                                |                                |                                |                                |                                |                             |                             |                             |                             |  |  |  |  |  |  |  |  |  |  |  |  |  |  |
| Hugo Italijanski 887-924-948 (tudi poročen z Marozio) | Hugo Italijanski 887-924-948 (tudi poročen z Marozio) | Hugo Italijanski 887-924-948 (tudi poročen z Marozio) | Hugo Italijanski 887-924-948 (tudi poročen z Marozio) | Hugo Italijanski 887-924-948 (tudi poročen z Marozio) | Hugo Italijanski 887-924-948 (tudi poročen z Marozio) |  |  | Alberik I. Spoletski (grof) d. 925    | Alberik I. Spoletski (grof) d. 925    | Alberik I. Spoletski (grof) d. 925    | Alberik I. Spoletski (grof) d. 925    | Alberik I. Spoletski (grof) d. 925    | Alberik I. Spoletski (grof) d. 925    |                                      |                                      |                                      |                                      | Marozia 890–937                      | Marozia 890–937                      | Marozia 890–937                    | Marozia 890–937                    | Marozia 890–937 | Marozia 890–937 |                                |                                |                                |                                | Sergij III. (papež) 904–911    | Sergij III. (papež) 904–911    | Sergij III. (papež) 904–911 | Sergij III. (papež) 904–911 | Sergij III. (papež) 904–911 | Sergij III. (papež) 904–911 |  |  |  |  |  |  |  |  |  |  |  |  |  |  |
| Hugo Italijanski 887-924-948 (tudi poročen z Marozio) | Hugo Italijanski 887-924-948 (tudi poročen z Marozio) | Hugo Italijanski 887-924-948 (tudi poročen z Marozio) | Hugo Italijanski 887-924-948 (tudi poročen z Marozio) | Hugo Italijanski 887-924-948 (tudi poročen z Marozio) | Hugo Italijanski 887-924-948 (tudi poročen z Marozio) |  |  | Alberik I. Spoletski (grof) d. 925    | Alberik I. Spoletski (grof) d. 925    | Alberik I. Spoletski (grof) d. 925    | Alberik I. Spoletski (grof) d. 925    | Alberik I. Spoletski (grof) d. 925    | Alberik I. Spoletski (grof) d. 925    |                                      |                                      |                                      |                                      | Marozia 890–937                      | Marozia 890–937                      | Marozia 890–937                    | Marozia 890–937                    | Marozia 890–937 | Marozia 890–937 |                                |                                |                                |                                | Sergij III. (papež) 904–911    | Sergij III. (papež) 904–911    | Sergij III. (papež) 904–911 | Sergij III. (papež) 904–911 | Sergij III. (papež) 904–911 | Sergij III. (papež) 904–911 |  |  |  |  |  |  |  |  |  |  |  |  |  |  |
|                                                       |                                                       |                                                       |                                                       |                                                       |                                                       |  |  |                                       |                                       |                                       |                                       |                                       |                                       |                                      |                                      |                                      |                                      |                                      |                                      |                                    |                                    |                 |                 |                                |                                |                                |                                |                                |                                |                             |                             |                             |                             |  |  |  |  |  |  |  |  |  |  |  |  |  |  |
|                                                       |                                                       |                                                       |                                                       |                                                       |                                                       |  |  |                                       |                                       |                                       |                                       |                                       |                                       |                                      |                                      |                                      |                                      |                                      |                                      |                                    |                                    |                 |                 |                                |                                |                                |                                |                                |                                |                             |                             |                             |                             |  |  |  |  |  |  |  |  |  |  |  |  |  |  |
| Alda Viennska                                         | Alda Viennska                                         | Alda Viennska                                         | Alda Viennska                                         | Alda Viennska                                         | Alda Viennska                                         |  |  | Alberik II. Spoletski 905–954         | Alberik II. Spoletski 905–954         | Alberik II. Spoletski 905–954         | Alberik II. Spoletski 905–954         | Alberik II. Spoletski 905–954         | Alberik II. Spoletski 905–954         |                                      |                                      | David ali Deodat                     | David ali Deodat                     | David ali Deodat                     | David ali Deodat                     | David ali Deodat                   | David ali Deodat                   |                 |                 | Janez XI. (papež) 931–935      | Janez XI. (papež) 931–935      | Janez XI. (papež) 931–935      | Janez XI. (papež) 931–935      | Janez XI. (papež) 931–935      | Janez XI. (papež) 931–935      |                             |                             |                             |                             |  |  |  |  |  |  |  |  |  |  |  |  |  |  |
| Alda Viennska                                         | Alda Viennska                                         | Alda Viennska                                         | Alda Viennska                                         | Alda Viennska                                         | Alda Viennska                                         |  |  | Alberik II. Spoletski 905–954         | Alberik II. Spoletski 905–954         | Alberik II. Spoletski 905–954         | Alberik II. Spoletski 905–954         | Alberik II. Spoletski 905–954         | Alberik II. Spoletski 905–954         |                                      |                                      | David ali Deodat                     | David ali Deodat                     | David ali Deodat                     | David ali Deodat                     | David ali Deodat                   | David ali Deodat                   |                 |                 | Janez XI. (papež) 931–935      | Janez XI. (papež) 931–935      | Janez XI. (papež) 931–935      | Janez XI. (papež) 931–935      | Janez XI. (papež) 931–935      | Janez XI. (papež) 931–935      |                             |                             |                             |                             |  |  |  |  |  |  |  |  |  |  |  |  |  |  |
|                                                       |                                                       |                                                       |                                                       |                                                       |                                                       |  |  |                                       |                                       |                                       |                                       |                                       |                                       |                                      |                                      |                                      |                                      |                                      |                                      |                                    |                                    |                 |                 |                                |                                |                                |                                |                                |                                |                             |                             |                             |                             |  |  |  |  |  |  |  |  |  |  |  |  |  |  |
|                                                       |                                                       |                                                       |                                                       |                                                       |                                                       |  |  |                                       |                                       |                                       |                                       |                                       |                                       |                                      |                                      |                                      |                                      |                                      |                                      |                                    |                                    |                 |                 |                                |                                |                                |                                |                                |                                |                             |                             |                             |                             |  |  |  |  |  |  |  |  |  |  |  |  |  |  |
| Gregor I. Tuskulski (grof)                            | Gregor I. Tuskulski (grof)                            | Gregor I. Tuskulski (grof)                            | Gregor I. Tuskulski (grof)                            | Gregor I. Tuskulski (grof)                            | Gregor I. Tuskulski (grof)                            |  |  | Janez XII. (papež) 955–964            | Janez XII. (papež) 955–964            | Janez XII. (papež) 955–964            | Janez XII. (papež) 955–964            | Janez XII. (papež) 955–964            | Janez XII. (papež) 955–964            |                                      |                                      | Benedikt VII. (papež) 974-983        | Benedikt VII. (papež) 974-983        | Benedikt VII. (papež) 974-983        | Benedikt VII. (papež) 974-983        | Benedikt VII. (papež) 974-983      | Benedikt VII. (papež) 974-983      |                 |                 |                                |                                |                                |                                |                                |                                |                             |                             |                             |                             |  |  |  |  |  |  |  |  |  |  |  |  |  |  |
| Gregor I. Tuskulski (grof)                            | Gregor I. Tuskulski (grof)                            | Gregor I. Tuskulski (grof)                            | Gregor I. Tuskulski (grof)                            | Gregor I. Tuskulski (grof)                            | Gregor I. Tuskulski (grof)                            |  |  | Janez XII. (papež) 955–964            | Janez XII. (papež) 955–964            | Janez XII. (papež) 955–964            | Janez XII. (papež) 955–964            | Janez XII. (papež) 955–964            | Janez XII. (papež) 955–964            |                                      |                                      | Benedikt VII. (papež) 974-983        | Benedikt VII. (papež) 974-983        | Benedikt VII. (papež) 974-983        | Benedikt VII. (papež) 974-983        | Benedikt VII. (papež) 974-983      | Benedikt VII. (papež) 974-983      |                 |                 |                                |                                |                                |                                |                                |                                |                             |                             |                             |                             |  |  |  |  |  |  |  |  |  |  |  |  |  |  |
|                                                       |                                                       |                                                       |                                                       |                                                       |                                                       |  |  |                                       |                                       |                                       |                                       |                                       |                                       |                                      |                                      |                                      |                                      |                                      |                                      |                                    |                                    |                 |                 |                                |                                |                                |                                |                                |                                |                             |                             |                             |                             |  |  |  |  |  |  |  |  |  |  |  |  |  |  |
| Benedikt VIII. (papež) papež 1012–1024                | Benedikt VIII. (papež) papež 1012–1024                | Benedikt VIII. (papež) papež 1012–1024                | Benedikt VIII. (papež) papež 1012–1024                | Benedikt VIII. (papež) papež 1012–1024                | Benedikt VIII. (papež) papež 1012–1024                |  |  | Alberik III. Tuskulski (grof) u. 1044 | Alberik III. Tuskulski (grof) u. 1044 | Alberik III. Tuskulski (grof) u. 1044 | Alberik III. Tuskulski (grof) u. 1044 | Alberik III. Tuskulski (grof) u. 1044 | Alberik III. Tuskulski (grof) u. 1044 |                                      |                                      | Janez XIX. (papež) papež 1024–1032   | Janez XIX. (papež) papež 1024–1032   | Janez XIX. (papež) papež 1024–1032   | Janez XIX. (papež) papež 1024–1032   | Janez XIX. (papež) papež 1024–1032 | Janez XIX. (papež) papež 1024–1032 |                 |                 |                                |                                |                                |                                |                                |                                |                             |                             |                             |                             |  |  |  |  |  |  |  |  |  |  |  |  |  |  |
| Benedikt VIII. (papež) papež 1012–1024                | Benedikt VIII. (papež) papež 1012–1024                | Benedikt VIII. (papež) papež 1012–1024                | Benedikt VIII. (papež) papež 1012–1024                | Benedikt VIII. (papež) papež 1012–1024                | Benedikt VIII. (papež) papež 1012–1024                |  |  | Alberik III. Tuskulski (grof) u. 1044 | Alberik III. Tuskulski (grof) u. 1044 | Alberik III. Tuskulski (grof) u. 1044 | Alberik III. Tuskulski (grof) u. 1044 | Alberik III. Tuskulski (grof) u. 1044 | Alberik III. Tuskulski (grof) u. 1044 |                                      |                                      | Janez XIX. (papež) papež 1024–1032   | Janez XIX. (papež) papež 1024–1032   | Janez XIX. (papež) papež 1024–1032   | Janez XIX. (papež) papež 1024–1032   | Janez XIX. (papež) papež 1024–1032 | Janez XIX. (papež) papež 1024–1032 |                 |                 |                                |                                |                                |                                |                                |                                |                             |                             |                             |                             |  |  |  |  |  |  |  |  |  |  |  |  |  |  |
|                                                       |                                                       |                                                       |                                                       |                                                       |                                                       |  |  |                                       |                                       |                                       |                                       |                                       |                                       |                                      |                                      |                                      |                                      |                                      |                                      |                                    |                                    |                 |                 |                                |                                |                                |                                |                                |                                |                             |                             |                             |                             |  |  |  |  |  |  |  |  |  |  |  |  |  |  |
| vojvoda Peter Rimski                                  | vojvoda Peter Rimski                                  | vojvoda Peter Rimski                                  | vojvoda Peter Rimski                                  | vojvoda Peter Rimski                                  | vojvoda Peter Rimski                                  |  |  | Gaius                                 | Gaius                                 | Gaius                                 | Gaius                                 | Gaius                                 | Gaius                                 |                                      |                                      | Octavianus                           | Octavianus                           | Octavianus                           | Octavianus                           | Octavianus                         | Octavianus                         |                 |                 | Benedikt IX. (papež) 1012–1055 | Benedikt IX. (papež) 1012–1055 | Benedikt IX. (papež) 1012–1055 | Benedikt IX. (papež) 1012–1055 | Benedikt IX. (papež) 1012–1055 | Benedikt IX. (papež) 1012–1055 |                             |                             |                             |                             |  |  |  |  |  |  |  |  |  |  |  |  |  |  |

## Ocena

### Benedikt - zgled čednosti
- Po splošnem mnenju je Benedikt vladal osem let in nekaj mesecev; dajal je zgled vseh dušnopastirskih čednosti; vladal je Cerkev preudarno v tistih težkih časish. Benedikt VII. je bil učen, pameten in kreposten papež. [30]
- V trenutku izvolitve je bil škof v Sutriju. Papeški seznami ga zaznamujejo kot domnus de Suri. Napačno razumevanje te označitve je spodbudilo domnevo, da je bival neki papež Don (protipapež Don II.), ki naj bi vladal nekaj tednov pred njim. Ta Don pa ni drugega kot plod slabega branja domnus (domnus, dominus, don = gospod). V resnici je Benedikt VII. bil neposreden naslednik zakonitega papeža Benedikta VI. [31] [32]

### Mračno stoletjeincezaropapizem
- Z vzpostavitvijo rimsko-nemškega cesarstva 962 se je začela oblikovati tudi t.i. Reichskirche (državna Cerkev). Že Karel Veliki je v nekaterih primerih sam imenoval škofe, Oton I. pa je njegov državni cerkveni sistem dopolnil. Zagotovil si je pravico imenovanja in umeščanja škofov; tako je uvedel laično investituro za visoke cerkvene službe, ki so odslej bile povezane z bogatimi fevdi. Škofje so z umeščanjem postali cesarjevi vazali, Cerkev je vse bolj postajala »osrednja državna ustanova«. V času Otona III. je laična investitura postala že reden državni sistem, istočasno pa so se pojavile številne neugodne posledice takega sestava; za Cerkev je bilo torej povezovanje s fevdalnim sistemom pogubno. [33] Z obnovo Svetorimskega cesarstva nemške narodnosti je po Mračnem stoletju nastopil torej za Cerkev čas prav tako mračnega cezaropapizma z laično investituro, kar je pripeljalo do dolgotrajnega, nepopustljivega in izčrpljujočega investiturnega boja. Cesar se je začel vmešavati v cerkvene zadeve ne le z umeščanjem škofov in opatov, ampak tudi s postavljanjem in odstavljanmjem papežev.
- Za papeže je bilo 10. stoletje vsekakor temačno obdobje in ga po pravici imenujemo Mračno stoletje. Kronika, ki jo je napisal nemški škof Liutprand, slika posvetnost na papeškem dvoru; vendar je njegova poročila treba brati s pridržkom, saj je bil pisec zelo protirimsko razpoložen - kar tudi sam izrecno poudarja - in je zato dvomno, da je pisal nepristransko. [34] Za to obdobje torej manjkajo neodvisni in nepristranski zgodovinski viri. Večino poročil o škandalih, nasilju in razvratu v Rimu je napisal torej že omenjeni Liutprand. Svojemu delu je dal pomenljiv naslov Maščevanje (Obračun, Antapodosis). Ta naslov daje slutiti, da je v svojem pripovedovnju brez dvoma pretiraval, pa tudi potvarjal zgodovinsko resnico, da bi se na ta način maščeval nekaterim ljudem, ki so se mu zamerili. Kljub Liutprandovim pretiravanjem pa je bilo v takratni družbi res marsikaj slabega, kar je najedalo tudi Cerkev tako od zunaj kot od znotraj. Tako si lahko ustvarimo mnenje, da je to bil v resnici strašen čas. [35]